# Торри-дель-Бенако
Торри-дель-Бенако (итал. Torri del Benaco) — коммуна в Италии, располагается в провинции Верона области Венеция.
Население составляет 2620 человек, плотность населения составляет 51 чел./км². Занимает площадь 51,37 км². Почтовый индекс — 37010. Телефонный код — 045.
Праздник ежегодно празднуется 26 мая.

## Города-побратимы
- Кадакес, Испания (2006)